# Mormopericomiella yemenensis
Mormopericomiella yemenensis är en tvåvingeart som beskrevs av Jezek och Van Harten 2002. Mormopericomiella yemenensis ingår i släktet Mormopericomiella och familjen fjärilsmyggor. Inga underarter finns listade i Catalogue of Life.